# Michał Królikowski
Michał Królikowski (ur. 8 grudnia 1977 w Płocku) – polski prawnik, adwokat, doktor habilitowany nauk prawnych, profesor Uniwersytetu Warszawskiego, w latach 2006–2011 dyrektor Biura Analiz Sejmowych, w latach 2011–2014 podsekretarz stanu w Ministerstwie Sprawiedliwości.

## Życiorys
Ukończył Liceum Ogólnokształcące im. Władysława Jagiełły w Płocku, następnie studia prawnicze na Wydziale Prawa i Administracji Uniwersytetu Warszawskiego. W tym czasie był instruktorem Związku Harcerstwa Polskiego, harcmistrzem i kierownikiem Wydziału Harcerskiego Głównej Kwatery ZHP.
Po uzyskaniu w 2001 tytułu zawodowego magistra rozpoczął studia doktoranckie na macierzystym wydziale, uzyskując w 2005 stopień doktora nauk prawnych na podstawie pracy zatytułowanej: Zasada proporcjonalności we współczesnym retrybutywizmie. W 2012 uzyskał stopień doktora habilitowanego nauk prawnych. Pracę naukową podjął w Katedrze Prawa Karnego Porównawczego na Wydziale Prawa i Administracji Uniwersytetu Warszawskiego, gdzie obecnie zatrudniony jest na stanowisku profesora uczelni. Pracował jako visiting fellow w Cardiff Law School oraz na wydziałach prawa University of Stirling w Szkocji i jednego z uniwersytetów w Salzburgu. Był stypendystą Fundacji na rzecz Nauki Polskiej oraz Bednarowski Trust.

W pracy naukowej zajmuje się zagadnieniami z zakresu teorii prawa karnego, prawa karnego międzynarodowego i europejskiego, prawa karnego porównawczego, teorii i praktyki legislacji karnej, wykładnii prawa karnego, związków prawa karnego materialnego i procesowego, prawa karnego gospodarczego i medycznego, a także filozofii prawa. Jest redaktorem i współautorem komentarza do kodeksu karnego wydanego przez C.H. Beck. Opublikował kilka pozycji książkowych i liczne artykuły naukowe poświęcone m.in. teorii odpowiedzialności karnej, prawu karnemu europejskiemu i międzynarodowemu, prawu konstytucyjnemu czy manipulacjom na rynku finansowym. Jest również autorem artykułów prasowych w „Więzi” i „Tygodniku Powszechnym”.

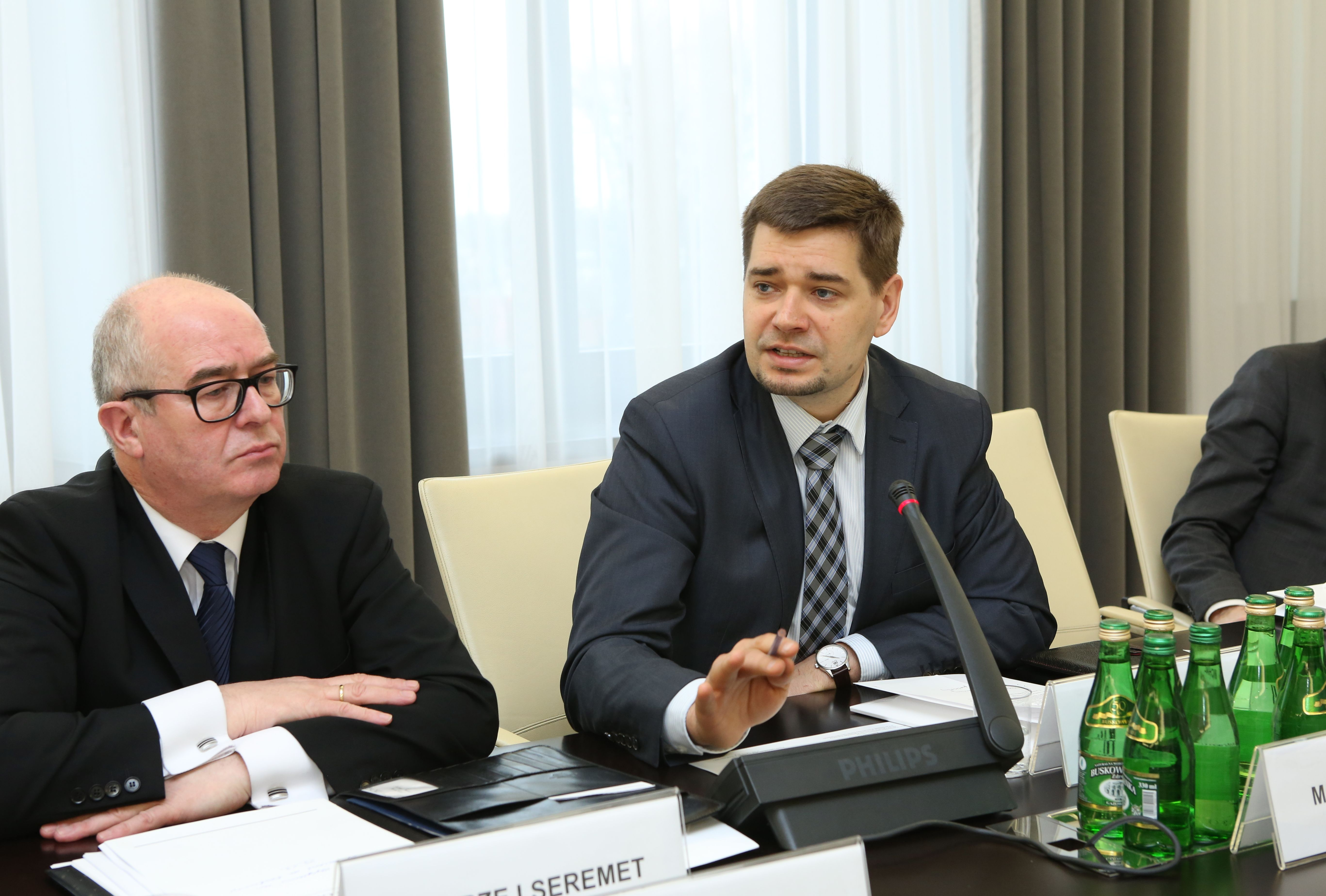
Michał Królikowski z prokuratorem generalnym Andrzejem Seremetem (2014)

W wyborach samorządowych w 2002 bez powodzenia kandydował do Rady Warszawy z listy komitetu Julii Pitery. W latach 2006–2011 był zastępcą redaktora naczelnego „Przeglądu Sejmowego”, przewodniczył radzie naukowej „Zeszytów Prawniczych BAS”, został członkiem redakcji „Forum Prawniczego”. Krótko był wspólnikiem prywatnej kancelarii prawniczej. W 2006 został dyrektorem Biura Analiz Sejmowych w Kancelarii Sejmu, w latach 2009–2015 wchodził w skład Komisji Kodyfikacyjnej Prawa Karnego przy Ministrze Sprawiedliwości. 14 grudnia 2011 powołany na stanowisko podsekretarza stanu w Ministerstwie Sprawiedliwości. Zakończył urzędowanie 5 listopada 2014. Był także członkiem rady programowej „Zeszytów Prawniczych BAS”, z której ustąpił w 2017, powołując się na okoliczność utraty przez Biuro Analiz Sejmowych statusu niezależnej instytucji eksperckiej.
Od listopada 2014 do końca 2016 associate partner w jednej z prywatnych kancelarii prawnych w Warszawie. Następnie został partnerem zarządzającym w kancelarii Królikowski Marczuk Dyl adwokaci i radcowie prawni. Od 2017 roku jest Arbitrem Sądu Polubownego przy Prokuratorii Generalnej.
W 2017 był doradcą prezydenta RP Andrzeja Dudy do spraw projektów ustaw o Sądzie Najwyższym i KRS. W maju 2018 został zatrzymany na wniosek prokuratora Prokuratury Regionalnej w Białymstoku w śledztwie dotyczącym wyłudzeń podatku VAT. Przedstawiono mu zarzut prania brudnych pieniędzy (związany z przyjęciem tzw. depozytu adwokackiego), do którego się nie przyznał. Został następnie zwolniony po zastosowaniu poręczenia majątkowego. 
Został powołany przez Prowincjała Zakonu Dominikańskiego do pierwszej w Polsce komisji mającej badać nieprawidłowości w radzeniu sobie przez Kościół katolicki ze sprawcami przestępstw seksualnych. We współpracuje z Biurem Delegata KEP ds. ochrony dzieci i młodzieży – prymasa Wojciecha Polaka, oraz Fundacją św. Józefa jako członek zespołu prawnego. W latach 2008–2021 był członkiem Zespołu Ekspertów Konferencji Episkopatu Polski ds. Bioetycznych.

## Życie prywatne
Ma czworo dzieci. Jest oblatem benedyktyńskim.
Przeprowadził wywiad-rzekę z arcybiskupem Henrykiem Hoserem, który ukazał się w styczniu 2014 nakładem wydawnictwa Apostolicum pt. Bóg jest większy.